# Provincia de Muğla
La provincia de Muğla es una de las 81 provincias de Turquía. Muğla se encuentra localizada en el suroeste de Turquía, en la costa del mar Egeo y en la región del Egeo. La capital provincial es Muğla. En esta provincia se encuentran algunos de los mayores complejos turísticos turcos, como Bodrum o Marmaris.

## Distritos
- Bodrum
- Dalaman
- Datça
- Fethiye
- Kavaklıdere
- Köyceğiz
- Marmaris
- Milas
- Muğla
- Ortaca
- Ula
- Yatağan